# Palácio da Olaria
O Palácio da Olaria, também conhecido como Chácara da Olaria, Chácara (ou Palácio) Episcopal e Palácio dos Bispos de Mariana está situado no centro histórico do município de Mariana (MG), atualmente sediando o Centro Cultural Dom Frei Manoel da Cruz e o Museu da Música de Mariana, no bairro conhecido como Chácara ou São José (na antiga Rua da Olaria e atual Rua Cônego Amando), é um edifício histórico construído na primeira metade do século XVIII, já assinalado na conhecida Planta da Cidade de Mariana, atribuída ao engenheiro português José Fernandes Pinto Alpoim (1700-1765), entre o Seminário Menor da Boa Morte (atual Instituto de Ciências Humanas e Sociais da Universidade Federal de Ouro Preto) e o Morro de São José (onde estão a Igreja de São Pedro dos Clérigos e o Seminário Maior de São José).

## História

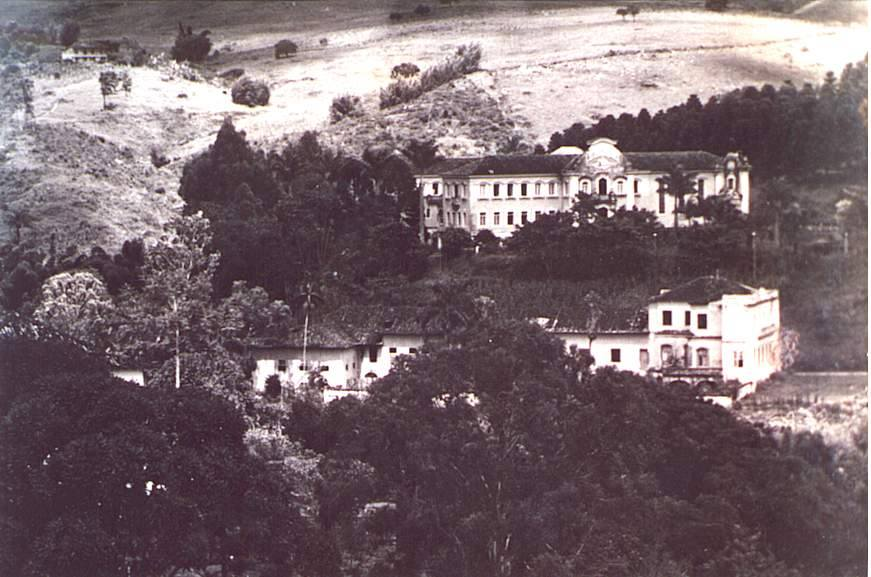
Palácio da Olaria (abaixo, como Ginásio Arquidiocesano) e Seminário Maior de São José (acima), após inauguração em 15 de agosto de 1934

O edifício no qual encontra-se atualmente instalado o Museu da Música de Mariana, na antiga Rua da Olaria (hoje Rua Cônego Amando), possui grande valor histórico e arquitetônico, destacando-se como uma das mais notáveis edificações de Mariana e de Minas Gerais. Construído na primeira metade do século XVIII, a mando do proprietário da Chácara da Olaria, o minerador capitão José de Torres Quintanilha, foi cedido à Diocese de Mariana em 1749, juntamente com o terreno (onde também seria construído o Seminário de Nossa Senhora da Boa Morte) para ser usado como a residência dos bispos. De acordo com a escritura de doação, lavrada em 27 de fevereiro de 1749, a propriedade era constituída por "uma chácara com sete moradas de casas a ela pertencentes na [Rua da] Olaria desta Cidade, que confrontam da parte da rua com a Estrada pública que vai desta Cidade para a freguesia de Guarapiranga e outras mais partes; e pelos fundos dela confronta com o córrego que corre por detrás da Intendência, e pelos lados com terras do Conselho, ou com quem direitamente hajam de confrontar". A casa principal dessa chácara passou a ser denominada Palácio da Olaria ou Palácio Novo, também referida como Chácara Episcopal, Palácio Episcopal e Palácio dos Bispos, edifício que não deve ser confundido com a atual Residência Arquiepiscopal de Mariana, instalada à Praça Gomes Freire desde 1988.

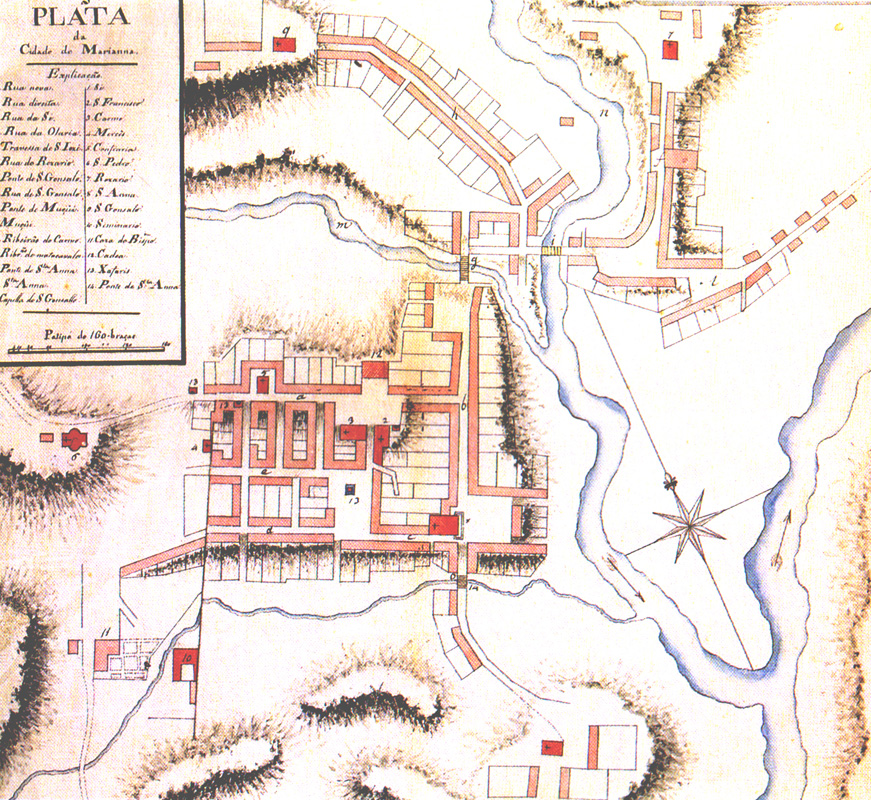
Planta da cidade de Mariana, atribuída ao engenheiro português José Fernandes Pinto Alpoim (1700-1765), com a indicação, no canto inferior esquerdo, do Palácio da Olaria, com o nome de "Casa do Bispo" (n.11).

Ocupado pelo primeiro Bispo de Mariana, Dom Frei Manoel da Cruz, a partir de 1753, o Palácio da Olaria passou por sucessivas reformas ao longo de toda sua existência, e deve ter recebido pinturas no teto e nas paredes em várias de suas fases, pinturas em sua maioria perdidas no século XX, à exceção dos medalhões representando bispos e filósofos, no alto das paredes de duas salas da ala noroeste. De 14 a 18 de abril de 1881, o Imperador D. Pedro II hospedou-se em um dos quartos do Palácio Episcopal, correspondente a uma das atuais salas da ala noroeste, e observou os seguintes personagens pintados: "Benedito XIV, erigiu o Bispado de Mariana, no ano de 1746; Frei Manuel da Cruz, da ordem de São Bernardo, primeiro bispo; D. Joaquim Borges de Figueroa, segundo bispo; D. Manuel dos ‘Prazeres’, terceiro bispo; D. Domingos da Encarnação, da ordem dos domínicos, quarto bispo; D. Frei Cipriano de São José, da ordem dos menores, quinto bispo."  Várias dessas reformas contaram com a participação do construtor português José Pereira Arouca (Freguesia de São Bartolomeu da Vila de Arouca, c.1733 - Mariana, 21/07/1795), responsável por expressivos trabalhos na cidade, como a Igreja de São Francisco de Assis, a Igreja de São Pedro dos Clérigos e a Igreja de Nossa Senhora do Carmo, além de obras no Seminário de Nossa Senhora do Boa Morte, em estradas e pontes da região (com destaque para a ponte da Rua Santana sobre o Córrego da Intendência, atual Córrego do Seminário), sendo suas maiores realizações a construção da Casa da Câmara e da Casa Capitular de Mariana (atual Museu Arquidiocesano de Arte Sacra). Existem registros de pagamento a José Pereira Arouca por obras no Palácio da Olaria de 1782 a 1785 e, novamente, de 1789 a 1792. Nesse período, Arouca construiu o prolongamento da ala noroeste, com uma varanda sustentada por arcos esculpidos em grandes blocos de pedra, preservados na restauração do edifício entre 2004-2007.
O Palácio da Olaria foi usado como residência dos bispos da Diocese de Mariana de 1752 a 1927, mas o Arcebispo Dom Helvécio Gomes de Oliveira transferiu, em 1928, a residência episcopal para a Vila Getsemani, um anexo junto à Igreja de São Pedro dos Clérigos, e a Chácara da Olaria foi reformada para abrigar o Ginásio Arquidiocesano Municipal. No episcopado de Dom Oscar de Oliveira, o palácio foi usado como sede da Editora Dom Viçoso, que publicou, entre outros, o jornal O Arquidiocesano, mas o edifício foi cedido à Universidade Federal de Ouro Preto pelo arcebispo.

## Palácio da Olaria como Residência Episcopal
A primeira residência episcopal de Mariana, de 15 de outubro de 1748 a 21 de maio de 1753, foi a "Casa de São Francisco", abaixo da Capela da Ordem Terceira de São Francisco, na antiga Ladeira (atual Travessa) de São Francisco, edificação também conhecida como Palácio do Conde de Assumar, por ter nele residido, entre 1717 e 1720, o último governador da Capitania de São Paulo e Minas do Ouro, Dom Pedro de Almeida e Portugal (Conde de Assumar). Em 21 de maio de 1753, Dom Frei Manuel da Cruz transferiu-se para o Palácio da Olaria, doado à Diocese de Mariana pelo capitão José de Torres Quintanilha. No quadro abaixo está a lista dos Bispos da Diocese de Mariana que estabeleceram a residência episcopal (e a própria cúria e arquivo) no Palácio da Olaria.
| #          | Nome                                           | Episcopado  | Observações |
| ---------- | ---------------------------------------------- | ----------- | --- |
| Bispos     |                                                |             | |
| 1º         | Dom Frei Manuel da Cruz, O. Cist.              | 1745 - 1764 | Transferiu-se para o Palácio da Olaria em 21 de maio de 1753                                                         |
| 2º         | Dom Joaquim Borges de Figueiroa                | 1771 - 1772 | |
| 3º         | Dom Bartolomeu Manuel Mendes dos Reis          | 1772 - 1777 | |
| 4º         | Dom Frei Domingos da Encarnação Pontevel, O.P. | 1778 - 1793 | |
| 5º         | Dom Frei Cipriano de São José, OFM             | 1797 - 1817 | Ordenou a instalação do jardim episcopal                                                                             |
| 6º         | Dom Frei José da Santíssima Trindade, OFM      | 1819 - 1835 | Provisionou em 1825 o mestre da capela João de Deus de Castro Lobo (1794-1832)                                       |
| 7º         | Dom Antônio Ferreira Viçoso, C.M.              | 1844 - 1875 | |
| 8º         | Dom Antônio Maria Correia de Sá e Benevides    | 1877 - 1896 | |
| 9º         | Dom Silvério Gomes Pimenta                     | 1896 - 1922 | |
| Arcebispos |                                                |             | |
| 1º         | Dom Silvério Gomes Pimenta                     | 1906 - 1922 | |
| 2º         | Dom Helvécio Gomes de Oliveira, SDB            | 1922 - 1960 | Transferiu, em 1928, a residência arquiepiscopal para o Palácio Getsêmani (anexo à Igreja de São Pedro dos Clérigos) |

## Desabamento e restauração

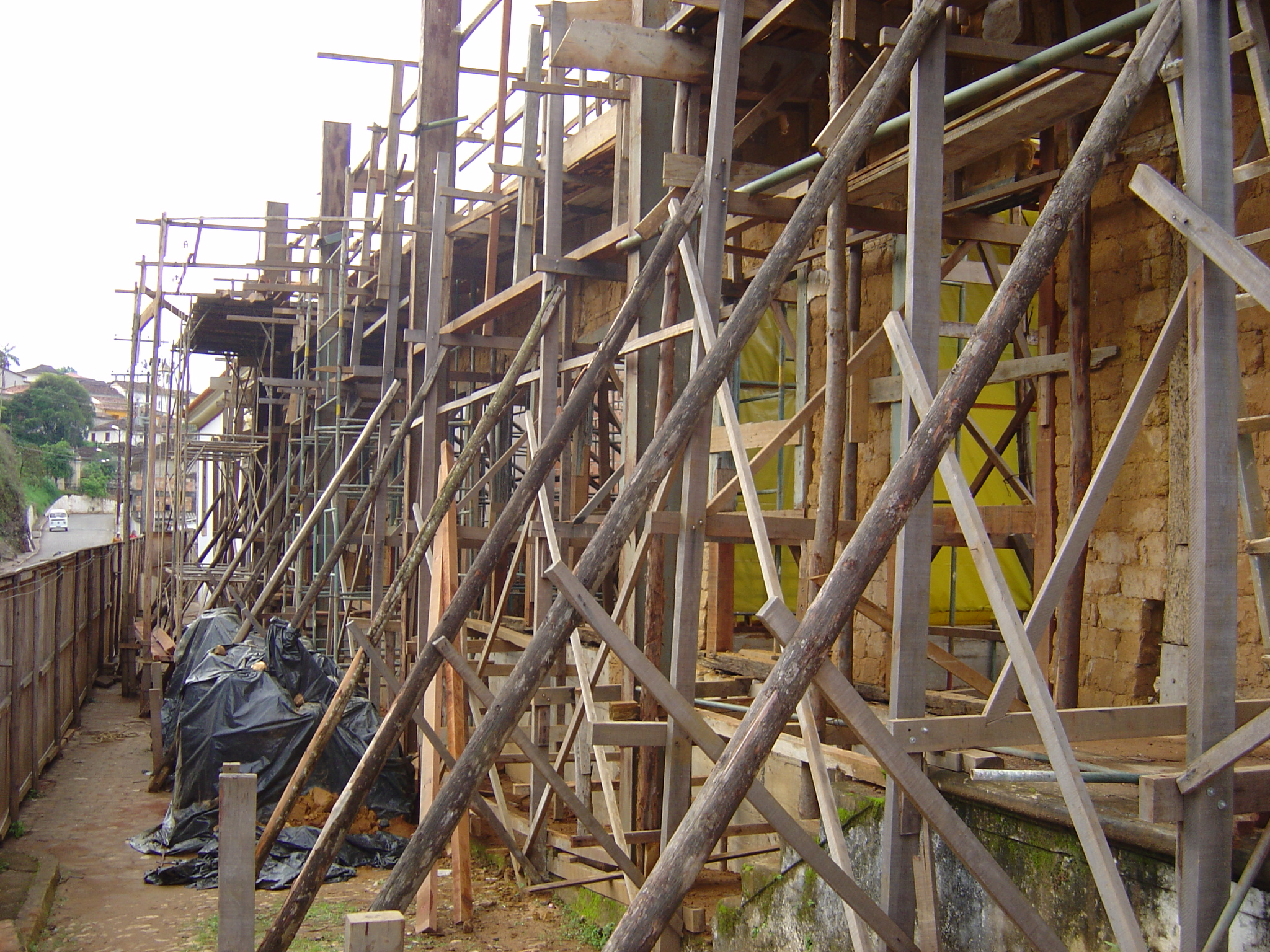
Obras de restauração do Palácio da Olaria em 2004, do lado da Rua Cônego Amando.

Por conta de sua identificação como patrimônio histórico, o edifício passou por uma restauração externa na década de 1940, que devolveu-lhe parte da aparência do século XVIII, uma vez que, ao abrigar o Ginásio Arquidiocesano Municipal, recebeu um andar superior na ala noroeste, visível em fotografias da década de 1930. A maior parte do edifício (ala sudeste) desabou quase totalmente em fevereiro de 2003, fato que motivou a retomada do imóvel pela Arquidiocese de Mariana, que realizou sua restauração entre 2004 e 2007, com patrocínio da Petrobras. Essa restauração foi realizada sobre as fundações e colunas de sustentação de todo o edifício e preservou a maior parte da ala noroeste, com os arcos de pedra feitos por José Pereira Arouca, reconstruindo a maior parte da ala sudeste, que desabara em 2003. A partir de 2007, o antigo Palácio da Olaria tornou-se a sede oficial do Centro Cultural Dom Frei Manoel da Cruz e do Museu da Música de Mariana, passando a receber visitas públicas pela primeira vez em sua história.

## Patrimônio histórico

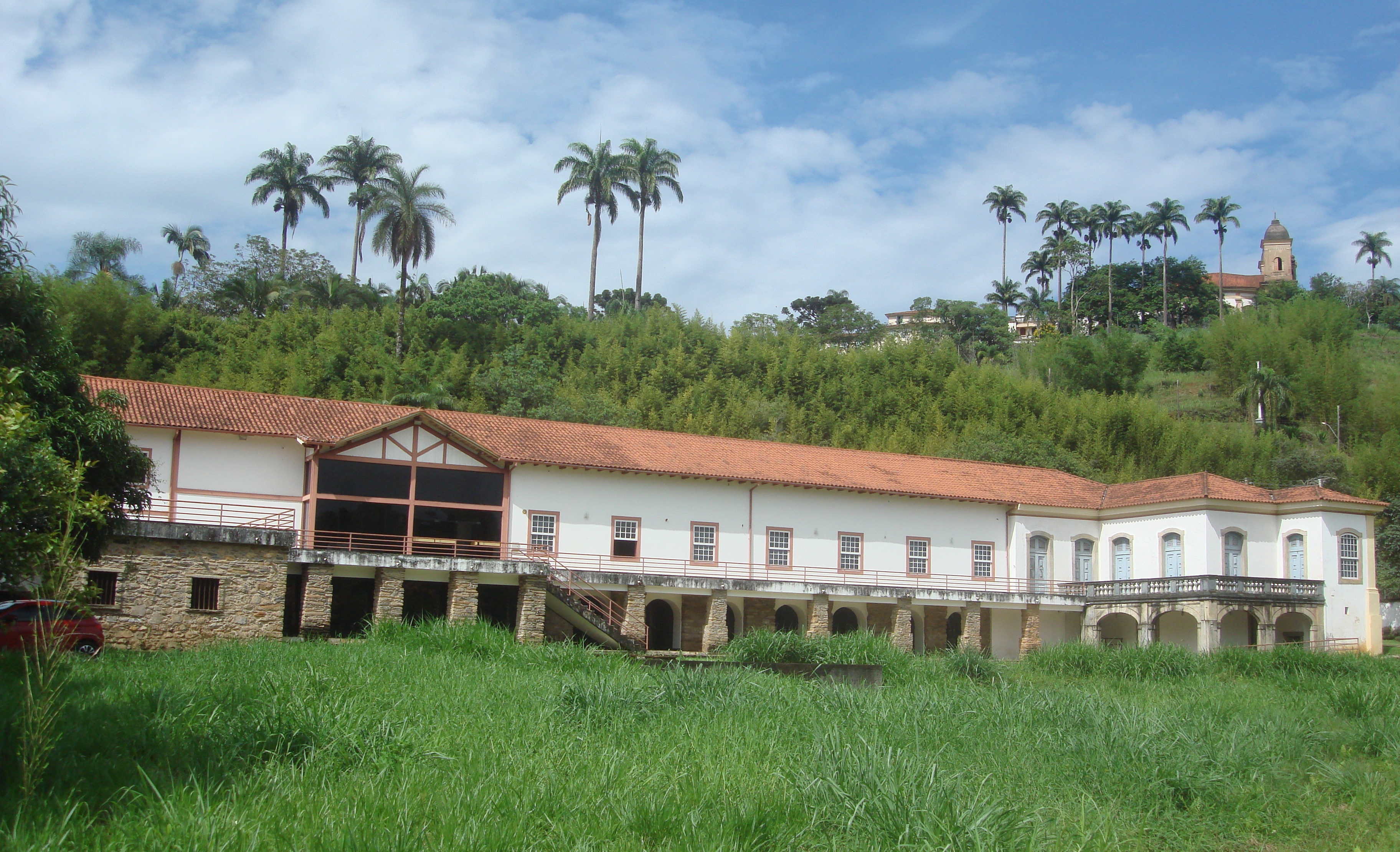
Palácio da Olaria visto do jardim.

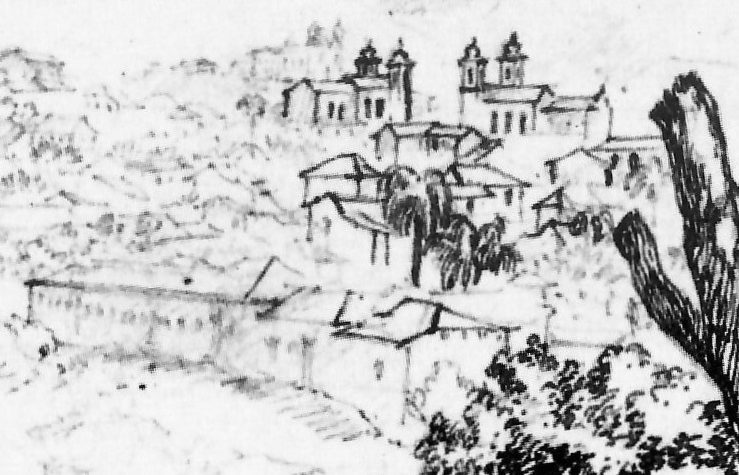
Palácio da Olaria (abaixo) e parte da cidade de Mariana em 30 de julho de 1824, por Johann Moritz Rugendas.

O Palácio da Olaria integra o Conjunto Arquitetônico e Urbanístico de Mariana tombado pelo IPHAN em 14 de maio de 1938 (Processo 0069-T-38, nº inscr. 062, v.1, f.012, Livro Belas Artes, v.2, f.064-068, 4 de abril de 2012), o que fez com que o mesmo "conjunto arquitetônico e urbanístico da cidade de Mariana" fosse "erigido em monumento nacional", pelo Decreto-Lei nº 7.713, de 6 de julho de 1945. Paralelamente, o Palácio da Olaria também passou a ser protegido pelo COMPAT (Conselho Municipal do Patrimônio Cultural de Mariana), que tombou o Núcleo Histórico Urbano do Distrito-Sede Mariana pelo Decreto Municipal nº 5.272, de 5 de janeiro de 2010, além de ter incluído o Palácio dos Bispos no catálogo dos bens inventariados por esse órgão (n.38/2009).
É interessante observar que as imagens do início do século XIX do Palácio da Olaria, como as de José Joaquim Viegas de Meneses, Thomas Ender e Johann Moritz Rugendas exibem dois outros módulos do palácio na ala sudeste que não chegaram ao século XX e hoje correspondem a terrenos externos e privados.

## O Jardim episcopal

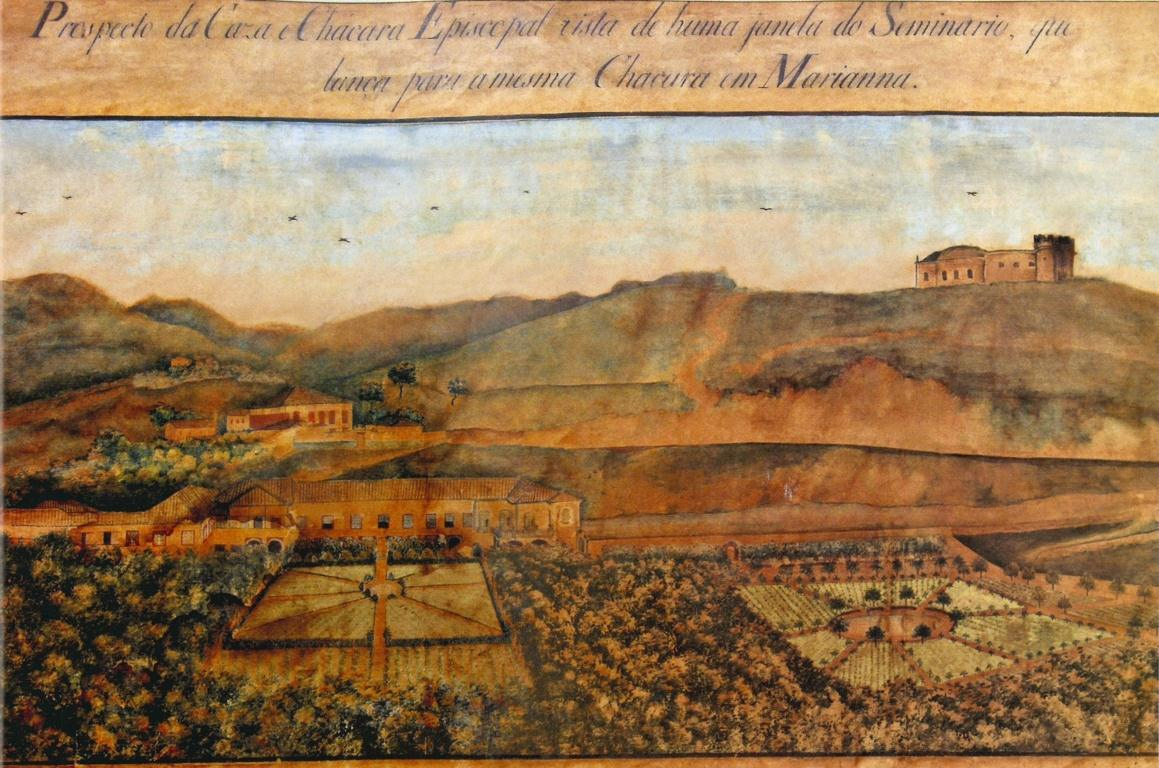
Chácara Episcopal de Mariana e jardins de Dom Cipriano, aquarela do Padre José Joaquim Viegas de Meneses, pintada entre 1801 e 1809

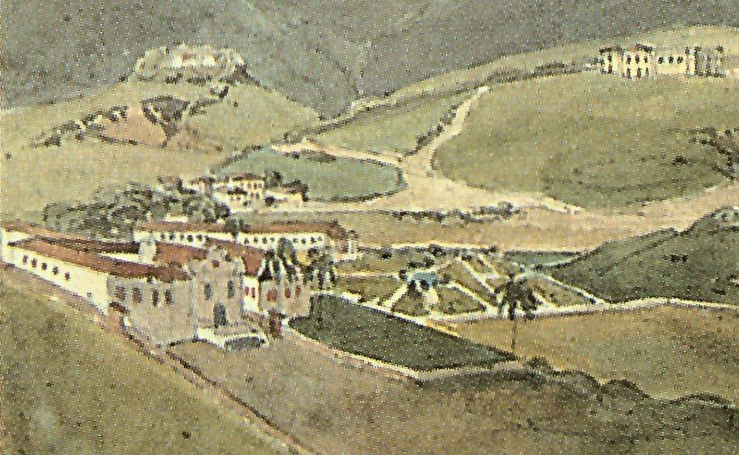
Palácio da Olaria (ao fundo) e Seminário de Mariana em cerca de 1817, por Thomas Ender.

A área que existe entre o antigo Palácio dos Bispos e o Seminário Menor de Nossa Senhora da Boa Morte (atual ICHS da UFOP) passou por muitas intervenções ao longo do tempo, mas, antes do século XX, foi usada principalmente para o cultivo de plantas. Tudo indica que, durante o século XVIII, a área foi um pomar, principalmente de frutas cítricas (na época denominadas "de espinho"), aproveitando a proximidade com o Córrego da Intendência (atual Córrego do Seminário). No século XIX, duas áreas do pomar foram convertidas em sofisticados jardins, construídos por determinação do Bispo Dom Frei Cipriano de São José (Lisboa, 12/11/1743 - Mariana, 14/08/1817), nomeado em 24 de julho de 1797 e residente em Mariana a partir de 1799. Interessado em botânica, bem como nos hortos e jardins botânicos europeus, que também vinham sendo construídos no Brasil desde o governo de Maurício de Nassau em Recife, Dom Frei Cipriano instalou, no antigo pomar da Chácara Episcopal, dois jardins estruturados em formatos geométricos, com tanques, fontes, estátuas e sistemas subterrâneos de irrigação, circundados por área densamente ocupada por arbustos.

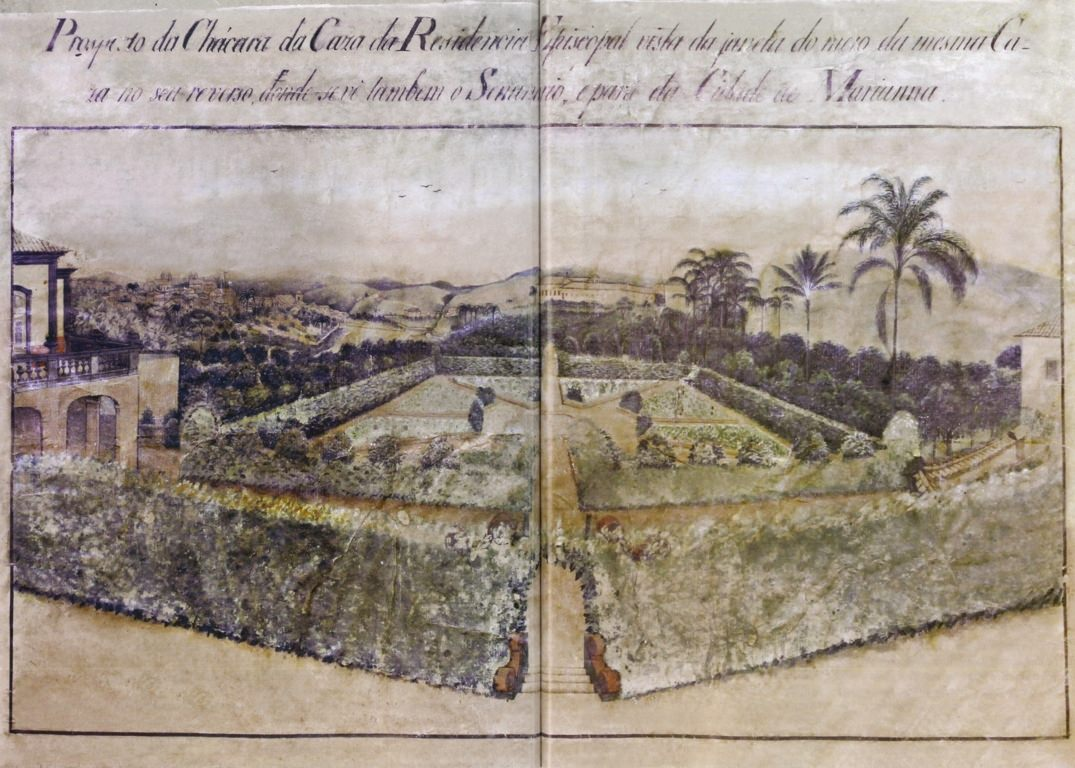
Chácara Episcopal de Mariana e jardins de Dom Cipriano, aquarela do Padre José Joaquim Viegas de Meneses, pintada entre 1801 e 1809

Os jardins foram plantados provavelmente entre 1801 e 1809, no período das reformas da chácara destinadas à acomodação de Dom Cipriano, e constavam de duas grandes áreas octogonais, principalmente constituídas de plantas de pequeno porte, tendo ao centro de um deles um tanque, e do outro uma área de passeio. Em um desses octógonos (o da esquerda, para quem está de costas para o palácio) foi construído um tanque, abastecido por água natural, e instalada a Fonte da Samaritana, peça inspirada em João 4, 4-26 e esculpida em pedra-sabão no ano de 1802 por Antônio Francisco Lisboa (Ouro Preto, 1738-1814), o Aleijadinho, tombada pelo IPHAN em 19 de dezembro de 1949 (Processo 0410-T-49, Livro Belas Artes nº inscr. 346, v.1, f.071) e recolhida ao Museu de Arte Sacra de Mariana, após sua fundação em 1962. O jardim foi representado em uma aquarela de Johann Baptist Emanuel Pohl (Kanitz, 1782 - Viena, 1834), pintada em Mariana entre 1817-1820, e em duas aquarelas do Padre José Joaquim Viegas de Meneses (Vila Rica, 1778-1841), pintadas entre 1801-1809 e também recolhidas ao Museu de Arte Sacra de Mariana, sendo estes os principais documentos visuais sobre o assunto. Moacir Rodrigo de Castro Maia, autor dos estudos sobre o jardim de Dom Cipriano e coordenador das escavações realizadas no local em 2010, descreve da seguinte maneira os jardins da antiga residência episcopal, a partir da documentação disponível (principalmente as aquarelas do Padre Viegas):

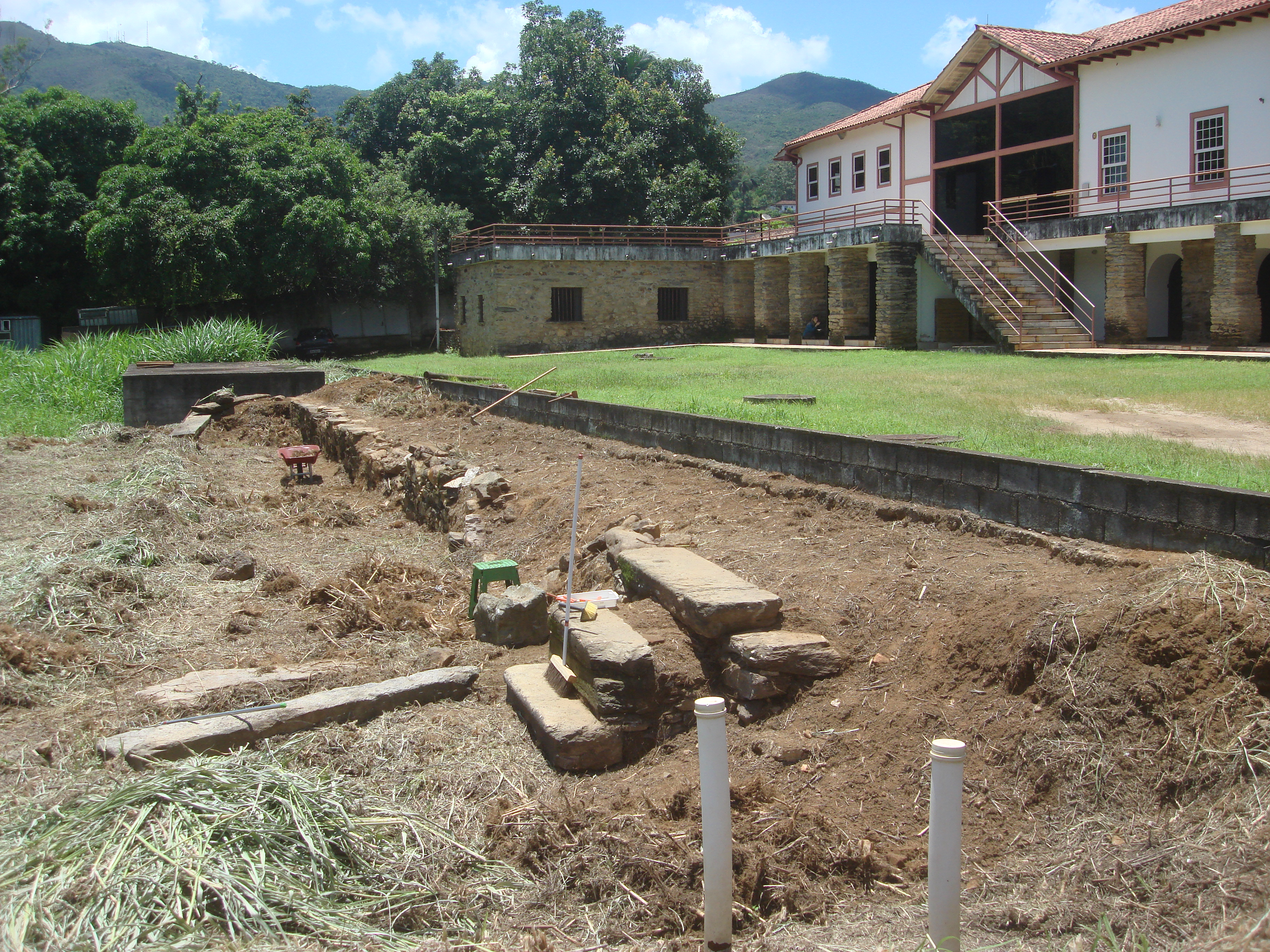
Escavação arqueológica nos antigos jardins do Palácio da Olaria (Palácio dos Bispos) de Mariana (MG), em fevereiro de 2016

"Ao descer três degraus da varanda interna da residência, deparamos pequeno jardim clássico desenhado, com oito canteiros geométricos delimitados por meio-fio e, ao centro, um tanque possivelmente em octógono, com 'repuxo elevado' - a área encontrava-se cercada por cerca viva em forma retangular. À direita, alguns altos coqueiros destacavam-se em meio a pequenas árvores. Segundo Vasconcelos (1935, p.86), 'os muros eram vestidos de hera e as ruas ornadas de figuras simbólicas, que davam aos maciços de rosa e lírios a reflexão poética da antiga Mitologia'. Ao deixar a ala central rumo à esquerda, passaríamos por um bosque de árvores de pequeno e médio portes até chegar em outra área, que apresentava desníveis de solo com oito canteiros geometrizados e grande tanque ao centro. Possivelmente, eram canteiros desenhados com verduras, legumes e flores, utilizados também para realçar cores, como em alguns jardins de inspiração francesa."

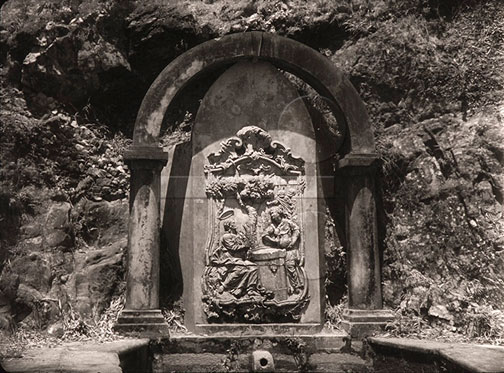
Fonte da Samaritana (1802) fotografada em 1959, no Seminário Maior de São José

O jardim de Dom Cipriano ainda existia no período do arcebispo Dom Antônio Maria Correia de Sá e Benevides, quando Mariana recebeu a visita do Imperador Imperador Dom Pedro II em 1881, o qual relata, em seu diário, ter se hospedado no Palácio episcopal de 14 a 18 de abril e ter tomado "banho frio numa fonte do jardim deste palácio" (a Fonte da Samaritana). Na entrada do século XX, entretanto, o jardim deixou de ser mantido e, o que existia, desapareceu quando da reforma ordenada pelo Arcebispo Dom Helvécio Gomes de Oliveira em 1928, ocasião em que a nova residência episcopal foi transferida para a Vila Getsemani, junto à Igreja de São Pedro dos Clérigos, e o Palácio da Olaria foi reformado para abrigar o Ginásio Arquidiocesano Municipal. Nessa ocasião, foi instalado um campo de futebol na área do antigo jardim de Dom Cipriano e construído um muro que o isolava do palácio, visível em fotografias antigas e cujo alicerce ainda existe no local. Com a saída do Ginásio Arquidiocesano do Palácio da Olaria e sua utilização pela Editora Dom Viçoso, o campo de futebol tornou-se um capinzal, parcialmente usado como estacionamento, especialmente após a construção de um anexo do ICHS junto ao Córrego do Seminário, de frente para o palácio, inicialmente destinado à Faculdade de Direito da UFOP (que acabou não sendo criada). Com a inauguração do Seminário Maior de São José, em 1934, a Fonte da Samaritana foi posicionada sob um arco de concreto, em sua rampa de acesso, para servir a finalidades devocionais, porém  transferida para o Museu de Arte Sacra de Mariana, após sua fundação em 1962, pelo Arcebispo Dom Oscar de Oliveira. Os arcos de concreto foram mantidos no local e podem ser observados da Rua Cônego Amando. Atualmente existe um projeto para a reconstituição de parte do Jardim episcopal do Palácio da Olaria, que deverá criar mais um ponto turístico na cidade de Mariana e permitirá novas ações educacionais, patrimoniais e de pesquisa associadas ao Museu da Música de Mariana.

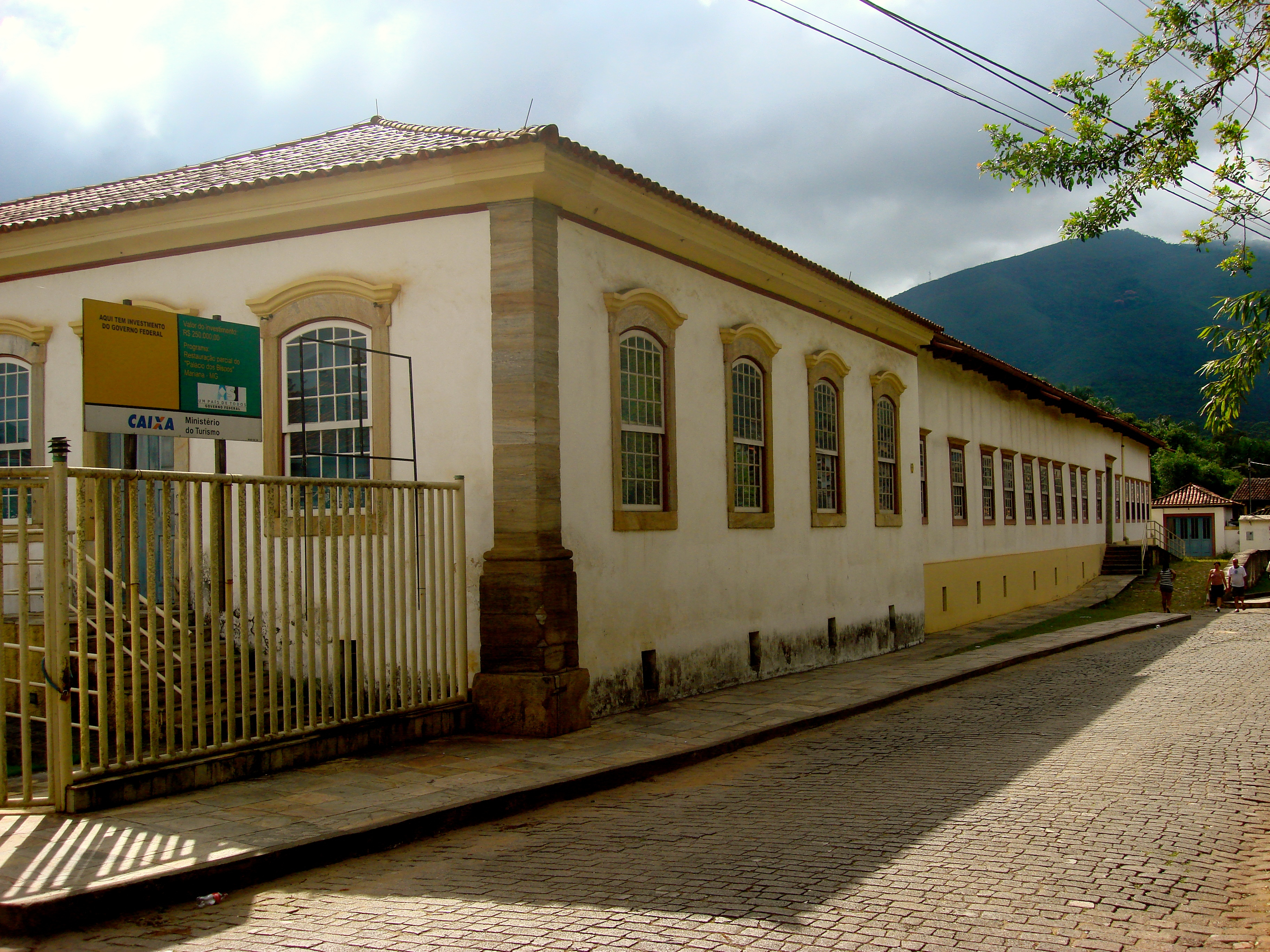
Palácio da Olaria visto da ala noroeste.

## Ligações externas

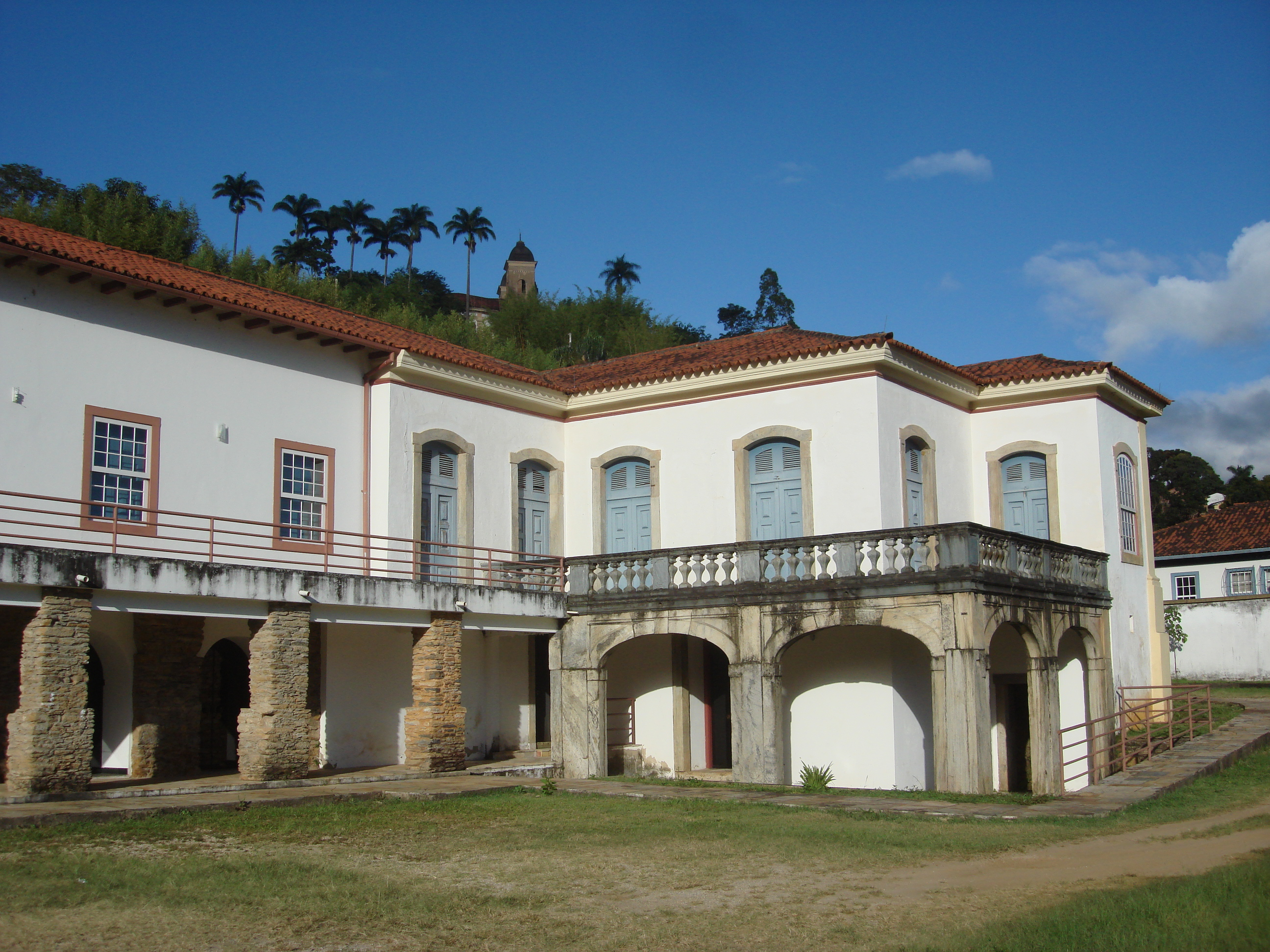
Palácio da Olaria em 2014